# Liste der Kulturdenkmäler in Helmarshausen
Die Liste der Kulturdenkmäler in Helmarshausen enthält alle Kulturdenkmäler in Helmarshausen, dem südlichen Gemeindeteil von Bad Karlshafen im nordhessischen Landkreis Kassel, die in der vom Landesamt für Denkmalpflege Hessen 1988 herausgegebenen Denkmaltopographie veröffentlicht wurden.

## Legende
- Bezeichnung: Nennt den Namen, die Bezeichnung oder die Art des Kulturdenkmals.
- Lage: Nennt den Straßennamen und wenn vorhanden die Hausnummer des Kulturdenkmals. Die Grundsortierung der Liste erfolgt nach dieser Adresse. Der Link „Karte“ führt zu verschiedenen Kartendarstellungen und nennt die Koordinaten des Kulturdenkmals.
- Datierung: Gibt die Datierung an; das Jahr der Fertigstellung bzw. den Zeitraum der Errichtung. Eine Sortierung nach Jahr ist möglich.
- Beschreibung: Nennt bauliche und geschichtliche Einzelheiten des Kulturdenkmals, vorzugsweise die Denkmaleigenschaften.

Das Vorhandensein oder Fehlen eines Objekts in dieser Liste ist keine rechtsverbindliche Auskunft darüber, ob es Kulturdenkmal ist oder nicht: Diese Liste entspricht möglicherweise nicht dem aktuellen Stand der offiziellen Denkmaltopographie. Diese ist für Hessen in den entsprechenden Bänden der Denkmaltopographie Bundesrepublik Deutschland und im Internet unter DenkXweb – Kulturdenkmäler in Hessen einsehbar. Auch diese Quellen sind, obwohl sie durch das Landesamt für Denkmalpflege Hessen aktualisiert werden, nicht immer aktuell, da es im Denkmalbestand immer wieder Änderungen gibt.
Eine verbindliche Auskunft erteilt allein das Landesamt für Denkmalpflege Hessen.
Nutze diese Kartenansicht, um Koordinaten in der Liste zu setzen. In dieser Kartenansicht sind Kulturdenkmale ohne Koordinaten mit einem roten bzw. orangen Marker dargestellt und können in der Karte gesetzt werden. Kulturdenkmale ohne Bild sind mit einem blauen bzw. roten Marker gekennzeichnet, Kulturdenkmale mit Bild mit einem grünen bzw. orangen Marker.

## Denkmalliste

### Gesamtanlage Stadtkern
| Bild                           | Bezeichnung                                         | Lage                                                       | Beschreibung | Bauzeit                                                  | Daten |
| ------------------------------ | --------------------------------------------------- | ---------------------------------------------------------- | --- | -------------------------------------------------------- | ----- |
| Bild gesucht BW                | Gesamtanlage Stadtkern                              | Lage                                                       | Im Hochmittelalter planmäßig angelegte Stadt, der Stadtkern wird durch die teilweise erhaltene Stadtmauer abgegrenzt |                                                          |       |
| Bild gesucht BW                | Längsdielenhaus                                     | Poststraße 9–11 LageFlur: 9, Flurstück: 40 und 41          | Ständerbau in regelmäßiger Ständerstellung                                                                           | 1670                                                     |       |
| Bild gesucht BW                | Scheunengebäude                                     | Poststraße 10 LageFlur: 9, Flurstück: 36                   | Schlichter Ständerbau mit quadratischen Gefachen                                                                     | Frühes 19. Jahrhundert                                   |       |
| Bild gesucht BW                | Fachwerkhaus                                        | Poststraße 19 LageFlur: 9, Flurstück: 45                   | Schmaler Fachwerkbau                                                                                                 | Spätes 16. Jahrhundert                                   |       |
| Bild gesucht BW                | Fachwerkwohnhaus                                    | Poststraße 23 LageFlur: 9, Flurstück: 48                   | Zweigeschossiger Fachwerkbau                                                                                         | 1765                                                     |       |
| Bild gesucht BW                | Handwerkerwohnhaus                                  | Poststraße 24 LageFlur: 9, Flurstück: 86/2                 | Dreigeschossiger Fachwerkbau, einst Wohnwirtschaftsgebäude eines Schmiedes                                           | 1585                                                     |       |
| Bild gesucht BW                | Wohnhaus                                            | Poststraße 27 LageFlur: 9, Flurstück: 50                   | Zweigeschossiges Backsteinwohnhaus                                                                                   | 1909                                                     |       |
| Bild gesucht BW                | Fachwerkhaus                                        | Poststraße 28 LageFlur: 9, Flurstück: 80/1                 | Zweigeschossiges Fachwerkgebäude                                                                                     | 1674                                                     |       |
| Wohnhaus                       | Wohnhaus                                            | Poststraße 36 LageFlur: 9, Flurstück: 63/1                 | Dreigeschossiges Fachwerkhaus, Handwerkerwohnhaus                                                                    | 1581                                                     |       |
| Bild gesucht BW                | Fachwerkhaus                                        | Poststraße 38 LageFlur: 9, Flurstück: 64/1                 | Schmuckfachwerk-Gebäude                                                                                              | Frühes 20. Jahrhundert                                   |       |
| weitere Bilder                 | Ehemaliges Rathaus                                  | Poststraße 40 LageFlur: 8, Flurstück: 62/3 und 62/4        | Zweigeschossiges Schmuckfachwerk-Gebäude, Rathaus bis zur Eingemeindung 1972, heute Museum                           | um 1910                                                  |       |
| Bild gesucht BW                | Gastwirtschaft                                      | Poststraße 43 LageFlur: 8, Flurstück: 193/61               | Zweigeschossiger Massivbau                                                                                           | um 1920                                                  |       |
| Bild gesucht BW                | Fachwerkhaus                                        | Poststraße 49 LageFlur: 8, Flurstück: 48/1                 | Kleines zweigeschossiges Fachwerkgebäude, durch Umbauten stark verfälscht                                            | 17. Jahrhundert                                          |       |
| Bild gesucht BW                | Fachwerkhaus                                        | Poststraße 53 LageFlur: 8, Flurstück: 44/1                 | Dreigeschossiger zweizoniger Fachwerkbau, Wohnwirtschaftsgebäude mit Speicher im Obergeschoss                        | um 1600                                                  |       |
| Bild gesucht BW                | Eckhaus                                             | Poststraße 54 LageFlur: 8, Flurstück: 86/2                 | Fachwerkrähmbau an der Ecke zur Steinstraße                                                                          | um 1800                                                  |       |
| Bild gesucht BW                | Wohnwirtschaftsgebäude                              | Poststraße 56 LageFlur: 8, Flurstück: 90/1                 | Dreigeschossiger Fachwerkbau mit aufgesetztem Speichergeschoss                                                       | 1561                                                     |       |
| Bild gesucht BW                | Wohnwirtschaftsgebäude                              | Poststraße 58 LageFlur: 8, Flurstück: 96/1                 | Fachwerkbau mit Speichergeschoss                                                                                     | um 1600                                                  |       |
| Bild gesucht BW                | Bürgerhaus                                          | Poststraße 60 LageFlur: 8, Flurstück: 97/1 und 99          | Barockes Fachwerkgebäude                                                                                             | 1694                                                     |       |
| Bild gesucht BW                | Fachwerkwohnhaus                                    | Steinstraße 1 LageFlur: 9, Flurstück: 98/2                 | Klassizistisches Fachwerkgebäude                                                                                     | um 1800                                                  |       |
| Bild gesucht BW                | Fachwerkhaus                                        | Steinstraße 3 LageFlur: 9, Flurstück: 90/1                 | Zweigeschossiges Fachwerkgebäude mit Walmdach                                                                        | 1. Hälfte 19. Jahrhundert                                |       |
| Bild gesucht BW                | Längsdielenhaus                                     | Steinstraße 6 LageFlur: 9, Flurstück: 106/2                | Zweigeschossiges Längsdielenhaus in Ständerbauweise                                                                  | Frühes 18. Jahrhundert                                   |       |
| Bild gesucht BW                | Kellergewölbe                                       | Steinstraße 15 LageFlur: 9, Flurstück: 165/72              | Erhaltenes Kellergewölbe des in den 1970er Jahren abgerissenen romanischen steinernen Hauses Steinstraße 15          | Frühes Hochmittelalter                                   |       |
| Bild gesucht BW                | Bürgerhaus                                          | Steinstraße 16 LageFlur: 9, Flurstück: 115                 | Zweigeschossiger zweizoniger Ständerbau                                                                              | 1668                                                     |       |
| Bild gesucht BW                | Wohnwirtschaftsgebäude                              | Steinstraße 18 LageFlur: 9, Flurstück: 116                 | Dreigeschossiges Wohnwirtschaftsgebäude                                                                              | 1564                                                     |       |
| Bild gesucht BW                | Ehemalige Synagoge                                  | Steinstraße 21 Lage                                        | Ehemalige Synagoge, heute Wohnhaus                                                                                   | 1850 errichtet, 1933 ausgebrannt, 1938 Umbau zu Wohnhaus |       |
| Bild gesucht BW                | Fachwerkhaus                                        | Steinstraße 22 LageFlur: 9, Flurstück: 119/1               | Klassizistisches Fachwerkwohnhaus                                                                                    | um 1850                                                  |       |
| Bild gesucht BW                | Fachwerkhaus                                        | Steinstraße 25 LageFlur: 8, Flurstück: 68                  | Zweigeschossiges Fachwerkwohnhaus in Ecklage zum ehemaligen Rathaus                                                  | 1717                                                     |       |
| Längsdielenhaus                | Längsdielenhaus                                     | Steinstraße 28 LageFlur: 8, Flurstück: 169/1               | Dreigeschossiger Fachwerkrähmbau (auf dem Foto rechts)                                                               | 1755                                                     |       |
| weitere Bilder                 | Längsdielenhaus                                     | Steinstraße 30 LageFlur: 8, Flurstück: 167/1               | Fachwerkständerbau mit in Rähmbauweise aufgesetztem Speichergeschoss                                                 | 1710                                                     |       |
| Bild gesucht BW                | Längsdielenhaus                                     | Steinstraße 32 LageFlur: 8, Flurstück: 165/1               | Fachwerkrähmbau mit Speichergeschoss                                                                                 | 16. Jahrhundert                                          |       |
| Bild gesucht BW                | Bürgerhaus                                          | Steinstraße 41 LageFlur: 8, Flurstück: 230/85              | Dreigeschossiges Ackerbürgerhaus                                                                                     | um 1600                                                  |       |
| Bild gesucht BW                | Längsdielenhaus                                     | Steinstraße 44 LageFlur: 8, Flurstück: 191/154 und 192/156 | Barocker Fachwerkrähmbau                                                                                             | 1730                                                     |       |
| Bild gesucht BW                | Ehemaliges Längsdielenhaus mit Speicherobergeschoss | Steinstraße 48 LageFlur: 8, Flurstück: 72/1                | Massiv umgebautes Fachwerkgebäude, erhalten sind Speichergeschoss und Dach                                           | Spätes 16. Jahrhundert                                   |       |
| Bild gesucht BW                | Längsdielenhaus mit Speicherobergeschoss            | Steinstraße 52 LageFlur: 8, Flurstück: 143/2               | Dreigeschossiger Fachwerkrähmbau                                                                                     | 1645                                                     |       |
| Bild gesucht BW                | Erntennenhaus                                       | Steinstraße 53 LageFlur: 8, Flurstück: 93                  | Zweigeschossiger Fachwerkrähmbau                                                                                     | Mittleres 19. Jahrhundert                                |       |
| Bild gesucht BW                | Längsdielenhaus mit Speicherobergeschoss            | Steinstraße 56 LageFlur: 8, Flurstück: 137/1               | Repräsentativer Fachwerkbau und Ackerbürgerhaus                                                                      | 1676                                                     |       |
| Bild gesucht BW                | Längsdielenhaus                                     | Steinstraße 58 LageFlur: 8, Flurstück: 134/1               | Zweigeschossiger Fachwerkbau mit Wohn- und Wirtschaftsteil                                                           | 1743                                                     |       |
| Bild gesucht BW                | Fachwerkreihenhaus                                  | Steinstraße 66 LageFlur: 8, Flurstück: 127/1               | Rähmbauwerk, Abgrenzung zu den Nachbargebäuden durch Brandmauern                                                     | Mittleres 19. Jahrhundert                                |       |
| Bild gesucht BW                | Fachwerkreihenhaus                                  | Steinstraße 68 LageFlur: 8, Flurstück: 126                 | Rähmbauwerk, Abgrenzung zu den Nachbargebäuden durch Brandmauern                                                     | Mittleres 19. Jahrhundert                                |       |
| Bild gesucht BW                | Fachwerkreihenhaus                                  | Steinstraße 70 LageFlur: 8, Flurstück: 223/125             | Rähmbauwerk, Abgrenzung zu den Nachbargebäuden durch Brandmauern                                                     | Mittleres 19. Jahrhundert                                |       |
| Überreste der Stadtbefestigung | Überreste der Stadtbefestigung                      | Steinstraße / Wolfsstraße LageFlur: 9, Flurstück: 104/1    | Reste der mittelalterlichen Stadtmauer, des Stadtturmes und eines Brückenkopfes über die Diemel                      | Mittelalter                                              |       |

### Gesamtanlage Klosterbereich
| Bild                     | Bezeichnung                 | Lage                                                                  | Beschreibung | Bauzeit                                                                 | Daten |
| ------------------------ | --------------------------- | --------------------------------------------------------------------- | --- | ----------------------------------------------------------------------- | ----- |
| Bild gesucht BW          | Gesamtanlage Klosterbereich | Poststraße, Edelhof 1–3, Mühlenstraße 3 Lage                          | Die Gesamtanlage umfasst das im Osten der Stadt gelegene Klostergelände, den Gutshof zwischen Stadt und Kloster, die Mühle im Südwesten sowie die das Gelände umgebenen Wiesen | Klostergründung Ende des 10. Jahrhunderts                               |       |
| Bild gesucht BW          | Ostflügel der Abteigebäude  | Poststraße LageFlur: 9, Flurstück: 8/3, 8/4, 6 und 7/1                | Zusammen mit der Kapelle einziges erhaltenes Gebäude des Klosters, L-förmiger Grundriss                                                                                        | Erbaut im Mittelalter, 1670 umgebaut                                    |       |
| Scheune                  | Scheune                     | Poststraße Lage                                                       | Speichergebäude in Sandstein, erbaut aus den Steinen der 1604 teilweise zusammengestürzten Klosterkirche                                                                       | 1749                                                                    |       |
| Evangelische Stadtkirche | Evangelische Stadtkirche    | Poststraße 8 Lage                                                     | Evangelische Stadtkirche Helmarshausens am Rande des Klostergeländes; einschiffiges Langhaus mit quadratischem Chorturm, Kreuzgratgewölbe im Altarraum                         | Erbaut im Mittelalter, danach mehrfache Umbauten                        |       |
| Bild gesucht BW          | Gesindehäuser               | Edelhof 1–7 LageFlur: 9, Flurstück: 159/24, 154/24, 150/24 und 149/24 | Wohnanlage mit aneinandergereihten schmalen Häusern, auf der Rückseite Stadtmauer integriert                                                                                   | Frühes 19. Jahrhundert                                                  |       |
| Bild gesucht BW          | Gutshof                     | Edelhof 2 LageFlur: 9, Flurstück: 24/2                                | Traufständiges, großvolumiges Fachwerkgebäude, Haupthaus des Gutshofes | Mittleres 18. Jahrhundert                                               |       |
| Bild gesucht BW          | Anwesen                     | Mühlenstraße 3 LageFlur: 9, Flurstück: 19/3                           | Traufständiges kleinbäuerliches Wohnhaus, Anbau auf der Rückseite | Frühes 18. Jahrhundert, Anbau auf der Rückseite aus dem 19. Jahrhundert |       |

### Gesamtanlage Krukenburg
| Bild                           | Bezeichnung             | Lage                                     | Beschreibung | Bauzeit | Daten |
| ------------------------------ | ----------------------- | ---------------------------------------- | --- | --- | ----- |
| weitere Bilder                 | Gesamtanlage Krukenburg | Am Krukenberg Lage                       | Die Gesamtanlage umfasst die Burganlage und die Krukenbergkirche                                                                  | Kirchenbau inmitten der Anlage von 1107, 1215–1220 Bau der Burganlage, 1338 „Paderborner Haus“, „Mainzer Haus“ (Abtwohnung) und ein Wohnturm zwischen 1401 und 1405, nach 1617 Verfall der Burg, Restaurierung in den 1970er Jahren |       |
| weitere Bilder                 | Krukenburg              | Am Krukenberg LageFlur: 7, Flurstück: 29 | Burganlage aus dem 13. Jahrhundert mit Bergfried und Zugbrückenturm, Ringmauer und „Mainzer Haus“                                 | 1215–1220 |       |
| Das Innere des Kirchengebäudes | Krukenbergkirche        | Am Krukenberg LageFlur: 7, Flurstück: 29 | Auch Johannes-Kapelle genannt, romanischer runder Zentralbau von 13 Metern Durchmesser, durch viele Umbauten wesentlich erweitert | 1107 |       |

### Kulturdenkmäler außerhalb von Gesamtanlagen
| Bild            | Bezeichnung                  | Lage                                                               | Beschreibung | Bauzeit | Daten |
| --------------- | ---------------------------- | ------------------------------------------------------------------ | --- | --- | ----- |
| weitere Bilder  | Ehemaliges Schäferhaus       | Graseweg 60 LageFlur: 13, Flurstück: 25/1                          | ehemaliges Wohngebäude der "Hofanlage Schäferhaus und Schäferscheune" an der Krukenburg                                             | |       |
| weitere Bilder  | Einheitsbäume                | im Park „Alter Friedhof“ gegenüber der ehemaligen Kreisklinik Lage | Drei Bäume für Deutschlands Einheit                                                                                                 | 2020 |       |
| Bild gesucht BW | Krankenhaus                  | Am Fahlenberg 4 LageFlur: 10, Flurstück: 4/1                       | Zweigeschossiger Massivbau mit zwei Risaliten, der linke als Turm; daneben Wirtschaftsgebäude                                       | Als Schlösschen 1870 erbaut, ab 1937 Müttergenesungsheim, ab 1945 Hauptgebäude des örtlichen Krankenhauses |       |
| Bild gesucht BW | Wohnhaus                     | Am Fahlenberg 6 LageFlur: 10, Flurstück: 4/1                       | Zweigeschossiger Massivbau auf Sockelgeschoss                                                                                       | um 1935 |       |
| Bild gesucht BW | Landhaus                     | Königsberg 10 LageFlur: 12, Flurstück: 96                          | Dreigeschossiges Haustein- und Fachwerkgebäude mit polygonalem Eckrisalit, vermutlich entstanden in Zusammenhang zur Jugendherberge | 1930er Jahre                                                                                               |       |
| Bild gesucht BW | Jugendherberge Helmarshausen | Gottsbürener Straße 15 LageFlur: 13, Flurstück: 59                 | Viergeschossiger Massivbau | 1923–1925                                                                                                  |       |
| Bild gesucht BW | Wohnhaus                     | Gottsbürener Straße 17 LageFlur: 13, Flurstück: 58/6               | Eingeschossiger Bruchsteinbau | um 1930 |       |